# Arbre de les panses
L'arbre de les panses (Hovenia dulcis) és un arbre originari del Japó, però que es troba escampat per l'est de la Xina i Corea i a l'Himalàia (fins a una alçada de 2.000 m.). Ha estat introduït en molts altres indrets del món, com a planta ornamental, pels seus fruits i per les seves propietats medicinals.

## Descripció
Arbret caducifoli que pot assolir els 10 m d'alçada, amb les fulles ovalades o en forma de cor, de 10 a 17 cm de longitud, 3 nervis des de la base i pecíol llarg. El marge és serrat i la part de sota pubescent, especialment a les nerviacions. Les flors són de color verd grogós, poc cridaneres. Els peduncles de les flors, després que aquestes hagin caigut, s'engruixeixen i es fan carnosos, prenent un color vermellós i un gust dolç. El fruit pròpiament dit és subglobós, de 6-8 mm de diàmetre, sustentat i a vegades embolcallat pel peduncle carnós.

## Conreu
Creix preferentment en posicions assolellades, sobre qualsevol tipus de sòls. Tot i que pot resistir la sequera, es desenvolupa millor en indrets humits. Pot suportar temperatures mínimes de fins a -15 °C.
Es multiplica per llavors, que necesiten d'un tractament amb àcid abans de sembrar-les, ja que estan adaptades per tal de resistir el sistema digestiu dels ocells, encarregats d'escampar-les. Els plançons obtinguts de llavor créixen a gran velocitat. Es tracta d'un arbre de conreu fàcil, que s'adapta al clima mediterrani.

## Usos
Els fruits es poden consumir crus o cuinats. En condicions seques, el seu gust i aspecte és semblant al de les panses. Un extracte de les llavors, branques i fulles tendres es pot emprar com a substitut de la mel.

## Etimologia
Hovenia, en honor de David Hove (1724-1787), senador alemany que va ajudar a Thunberg a finançar la seva expedició a Sud-àfrica, Java i Japó. Dulcis, del llatí dulcis-e, "dolç", pels seus fruits.

## Sinonims
- Hovenia acerba - Lindl.
- Hovenia inequalis - DC.

## Galeria

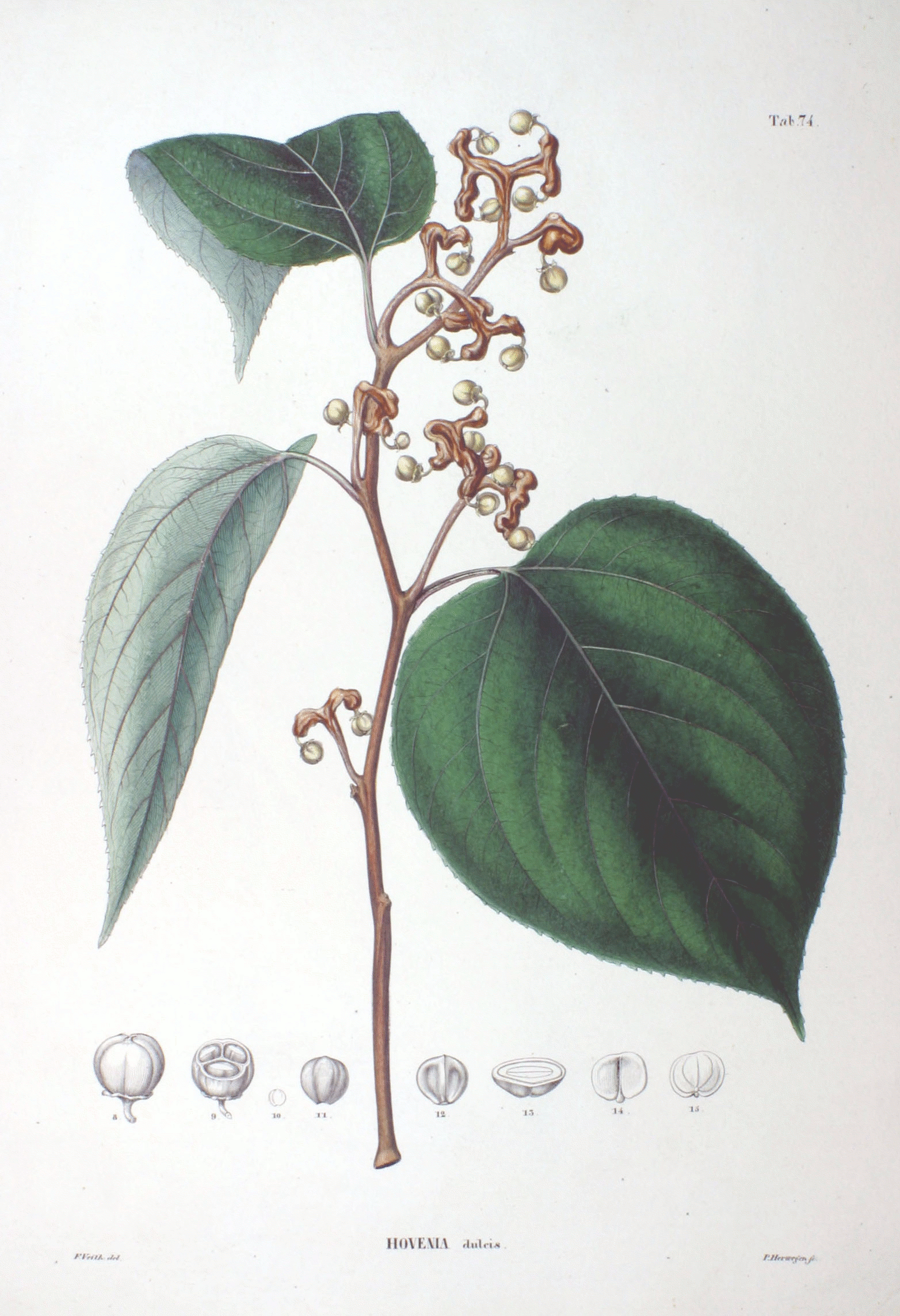
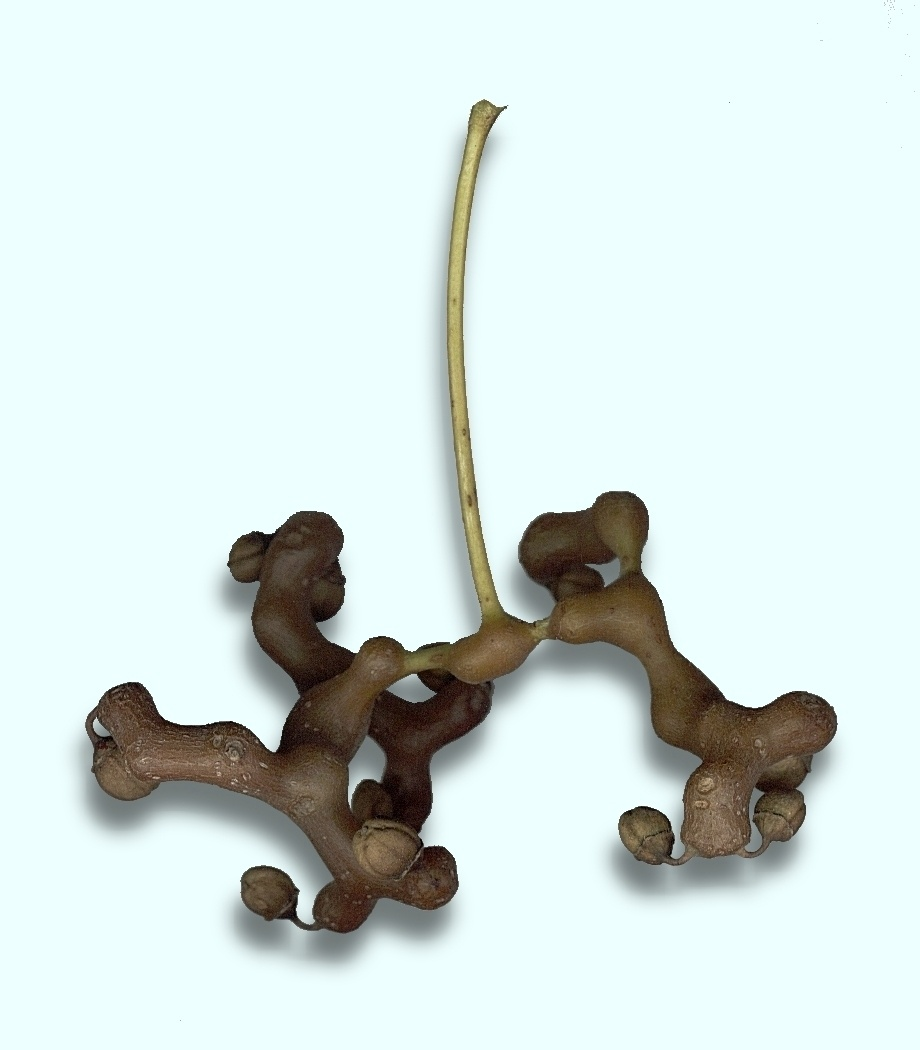

- Imatge de Flora Japonica
  per Philipp Franz von Siebold i Joseph Gerhard Zuccarini
- Drupes de la planta